# هالی استیل
هالی استیل (انگلیسی: Hollie Steel؛ زادهٔ ۱ ژوئیهٔ ۱۹۹۸) یک موسیقی‌دان است. وی از سال ۲۰۰۹ میلادی تاکنون مشغول فعالیت بوده است.